# Hirokazu Matsuno

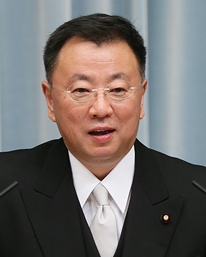
Hirokazu Matsuno, 2016

Hirokazu Matsuno (jap. 松野 博一 Matsuno Hirokazu; * 13. September 1962 in Kisarazu, Chiba) ist ein japanischer Politiker (LDP, Abe-Faktion), Abgeordneter im nationalen Unterhaus für den Wahlkreis 3 der Präfektur Chiba und war von 2021 bis Dezember 2023 Leiter des Kabinettssekretariats.
Matsuno, Absolvent der rechtswissenschaftlichen Fakultät der Waseda-Universität, wurde nach seinem Abschluss 1986 Mitarbeiter des Chemie- und Kosmetikartikelherstellers Lion [KK, engl. Corp.], den er aber schon 1988 wieder verließ. Er besuchte anschließend das Matsushita seikei juku, die vom Matsushita-Denki-Sangyō-Konzern (heute: Panasonic) gestiftete Kaderschmiede für Führungskräfte in Politik und Wirtschaft.
Bei der Unterhauswahl 1996 kandidierte Matsuno für die LDP im neuen Einmandatswahlkreis Chiba 3 und unterlag relativ knapp (34,5 % zu 39,9 %) dem ehemaligen Liberaldemokraten Masayuki Okajima (NFP). Bei der Wahl 2000 setzte er sich im zweiten Anlauf gegen Okajima (inzwischen Konservative Partei) durch und zog ins Unterhaus ein. Den Wahlkreis verlor er danach 2003 und 2009 an Okajimas Sohn Kazumasa (Demokratische Partei), wurde aber jeweils im Verhältniswahlblock Süd-Kantō wiedergewählt; 2005 und bei den Wahlen 2012 bis einschließlich 2024 gewann er Chiba 3.
Für die Regierung war Matsuno von 2006 bis 2007 (Kabinett Abe I) parlamentarischer Staatssekretär (daijinseimukan) im Sozial- und Arbeitsministerium, von 2008 bis 2009 (Kabinette Fukuda, Asō) Staatssekretär (fukudaijin) im Kultus- und Wissenschaftsministerium, im Unterhaus von 2012 bis 2013 Vorsitzender des Kultus- und Wissenschaftsausschusses, in der Partei unter anderem Vizevorsitzender des Komitees für Parlamentsangelegenheiten (2013/14, 2015/16) und Vizegeneralsekretär (2014/15). Von 2016 bis 2017 war er Kultus- und Wissenschaftsminister im umgebildeten dritten Kabinett Abe.
Der neue Premierminister Fumio Kishida berief Matsuno im Oktober 2021 zum Chefkabinettssekretär. Im Dezember 2023 trat er im Skandal um nicht deklarierte politische Gelder der Abe-Faktion wie auch drei weitere Minister und mehrere Staatssekretäre zurück.